# Списак македонских краљева
Македонија је била старо краљевство на данашњој територији Грчке. Постала је позната у IV веку пре нове ере, када је Филип II освојио грчке градове државице. Филипов син Александар Македонски је освојио Персијско царство. Убрзо после Александрове смрти Македонија више није имала директну контролу над свим азијским територијама, али је остала хегемонистичка сила у Грчкој, све до пораза од Римљана у Другом македонском рату.

## Аргејска династија
- Каран Македонски 808. п. н. е. - 778. п. н. е.
- Коин Македонски
- Тирима
- Пердика I 700. п. н. е. -678. п. н. е.
- Аргеј I 678. п. н. е. -640. п. н. е.
- Филип I Македонски 640. п. н. е. -602. п. н. е.
- Aeроп I 602. п. н. е. -576. п. н. е.
- Алкета I 576. п. н. е. -547. п. н. е.
- Аминта I 547. п. н. е. -498. п. н. е.
- Александар I Македонски 498. п. н. е. -454. п. н. е.
- Пердика II 454. п. н. е. -413. п. н. е.
- Архелај 413. п. н. е. -399. п. н. е.
- Кратер Македонски 399. п. н. е.
- Орест Македонски 399. п. н. е. -396. п. н. е.
- Архелај II (или Аероп II) 396. п. н. е. -393. п. н. е.
- Аминта II 393. п. н. е.
- Паузаније 393. п. н. е.
- Аминта III 393. п. н. е.
- Аргеј II 393. п. н. е. -392. п. н. е.
- Аминта III (поново) 392. п. н. е. -370. п. н. е.
- Александар II Македонски 370. п. н. е. -368. п. н. е.
- Птолемеј I Македонски 368. п. н. е. -365. п. н. е.
- Пердика III 365. п. н. е. -359. п. н. е.
- Аминта IV 359. п. н. е. -356. п. н. е.
- Филип II Македонски 359. п. н. е. -336. п. н. е.
- Александар Македонски (Велики) 336. п. н. е. -323. п. н. е.
  - Антипатер, регент Македоније 334. п. н. е. -319. п. н. е.
- Филип III Македонски 323. п. н. е. -317. п. н. е.
- Александар IV Македонски 323. п. н. е. -310. п. н. е.
  - Пердика, регент Македоније 323. п. н. е. -321. п. н. е.
  - Антипатер, регент Македоније 321. п. н. е. -319. п. н. е.
  - Полиперхон, регент Македоније 319. п. н. е. -317. п. н. е.
  - Касандар, регент Македоније 317. п. н. е. -306. п. н. е.

## Династија Антипатрида
- Касандар 306. п. н. е. -297. п. н. е.
- Филип IV Македонски 297. п. н. е. -296. п. н. е.
- Александар V Македонски 296. п. н. е. -294. п. н. е.
- Антипатер II Македонски 296. п. н. е. -294. п. н. е.

## Династија Антигонида
- Деметрије Полиоркет 294. п. н. е. -288. п. н. е.
- Лизимах (заједно са Пиром) 288. п. н. е. -281. п. н. е.
- Пир Епирски (заједно са Лизимахом) 288. п. н. е. -285. п. н. е.
- Птолемеј Кераун 281. п. н. е. -279. п. н. е.
- Мелеагер 279. п. н. е.
- Антипатер Етезија 279. п. н. е.
- Состен Македонски (заповедник војске) 279. п. н. е. -277. п. н. е.
- Антигон II Гоната 277. п. н. е. -274. п. н. е.
- Пир Епирски (поново) 274. п. н. е. -272. п. н. е.
- Антигон II Гонатa (поново) 272. п. н. е. -239. п. н. е.
- Деметрије II Етолик 239. п. н. е. -229. п. н. е.
- Антигон III Досон 229. п. н. е. -221. п. н. е.
- Филип V Македонски 221. п. н. е. -179. п. н. е.
- Персеј Македонски 179. п. н. е. -168. п. н. е.

После Персејевог пораза у бици код Пидне, Македонија је подељена на 4 дела под римском контролом. После Четвртог македонског рата и пораза од Римљана, Македонија је анектирана Риму 148. п. н. е.